# Flateyjarbók

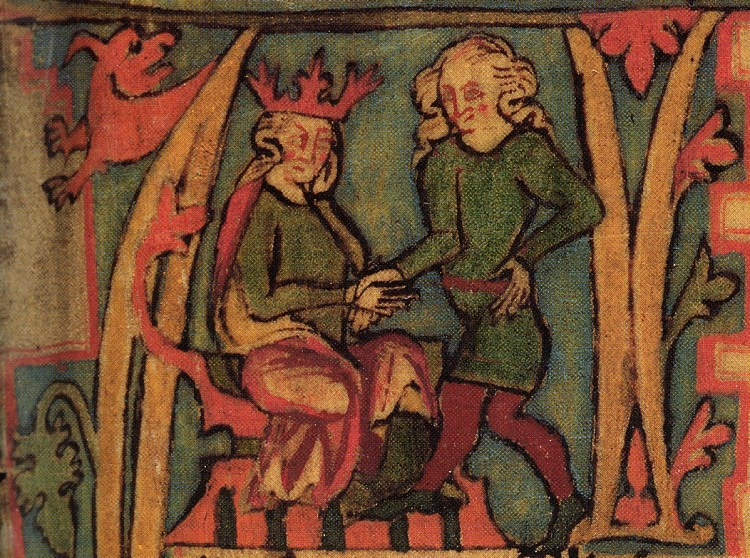
Koning Harald I van Noorwegen krijgt Noorwegen van zijn vader in deze illustratie uit het Flateyjarbók

Het Flateyjarbók is een van de belangrijkste middeleeuwse IJslandse manuscripten. Het is ook bekend onder de naam GkS 1005 fol. en Codex Flatöiensis.

## Beschrijving
Het Flateyjarbók is het grootste middeleeuwse IJslandse manuscript. Het bevat 225 velijnbladen, alle fijn beschreven en geïllustreerd. Het bevat vooral saga's van Noorse koningen, zoals die worden gevonden in de Heimskringla, meer bepaald de saga's over Olaf I, Olaf II, Sverre I , Haakon IV, Magnus I en Harald III. In het Flateyarbók worden details beschreven die nergens anders te vinden zijn en van andere manuscripten verschillen. Het meeste, maar niet al het extra materiaal wordt binnen de koninklijke saga's geplaatst. Dit manuscript bevat ook de enige kopie van het Eddische gedicht Hyndluljóð, een unieke reeks annalen van het begint tot 1394, en vele korte verhalen die anders niet bewaard gebleven zouden zijn, zoals Nornagests þáttr ('Het verhaal van Norna Gest').
Belangrijk is de Grœnlendinga saga ("Geschiedenis van de Groenlanders"), die een verslag geeft van de ontdekking en poging tot kolonisatie van Vinland. Deze verschilt op enkele punten van Eiríks saga rauða ('Geschiedenis van Erik de Rode'), die over hetzelfde onderwerp handelt. In het Flateyjarbók staat de enige IJslandse versie van de Orkneyinga saga ('Geschiedenis van de Orkney-eilanders') en de Færeyinga saga ('Geschiedenis van de Faeröerders').

## Geschiedenis
Uit intern bewijs kan afgeleid worden dat het boek werd geschreven van 1387 tot omstreeks 1394 of kort daarna. De eerste pagina leert dat het boek eigendom was van de zoon van Jonn Hakonar en dat het boek werd geschreven door twee priesters. Een van hen, zoon van Jon prestr Þórðar, schreef de verhalen van Eirík de Reiziger tot aan het einde van de twee Olafsaga's en de andere, de zoon van Magnús prestr Thorhallz, schreef het materiaal dat ervoor en erna kwam, en illustreerde het boek. Ander materiaal werd toegevoegd in de 14e en 15e eeuw.
Het manuscript kreeg voor het eerst aandacht van geleerden toen bisschop Brynjólfur Sveinsson van Skálholt in 1651, met toestemming van koning Frederik III van Denemarken, aan iedereen op IJsland die oude manuscripten had, verzocht om ze over te dragen aan de Deense koning, ofwel door het origineel te geven, ofwel een kopie, ofwel als geschenk, ofwel tegen een prijs. Jon Torfason, zoon van dominee Torfi Finsson, die op het eiland Flatey (vlak eiland) in de Breiðafjörður aan de westkust van IJsland woonde, was toentertijd de eigenaar van het boek dat nu bekendstaat als het Flateyjarbók (boek van Flatey). Eerst weigerde Jon om zijn kostbare erfstuk af te geven, het grootste en beste boek van heel IJsland. Jon bleef weigeren, zelfs toen bisschop Brynjólfur hem persoonlijk een bezoek bracht en vijf herred aan land beloofde. Maar Jon veranderde zijn standpunt en schonk het aan de bisschop, die net het gebied aan het verlaten was, en als beloning werd Jon vrijgesteld van alle toekomstige kerkelijke belastingen.
Het manuscript werd in 1662 in bewaring gegeven aan Thormod Torfæus, als een geschenk van bisschop Brynjólfur aan koning Frederik III, en het werd in het Koninklijk Museum van Kopenhagen geplaatst. De rest van bisschop Brynólfurs collectie werd verspreid door zijn opvolgers, die geen interesse hadden in oude manuscripten. De meeste zijn voor altijd verloren, hoewel van vele manuscripten een transcriptie bewaard gebleven is. In 1971 werden  na lange onderhandelingen het Flateyjarbok en de Codex Regius gerepatrieerd naar IJsland, als een IJslandse nationale schat. Ze werden opgeslagen en bestudeerd aan het Árni Magnússon instituut in Reykjavík.
In 1930 werd Flateyjarbók  gepubliceerd in een facsimile-uitgave door Finnur Jónsson (1858-1934) en later uitgegeven door Sigurður Nordal (1944–1945).

## Vertaling naar modern Noors
In de herfst van 2014 begon de in Stavanger gevestigde uitgeverij Sagabok een nieuwe uitgave van Flatøybok in modern Noors, vertaald door Edvard Eikill. Het werk bestaat uit 6 delen, waarvan de laatste twee in het najaar van 2019 werden gepubliceerd. De boeken zijn in leer gebonden en voorzien van illustraties van de Telemarkse kunstenaar Anders Kvåle Rue. Het werk heeft een voorwoord van de Noorse koning Harald V, de Deense koningin Margrethe II en de toenmalige president van IJsland Ólafur Ragnar Grímsson.
Inhoud van deze uitgaves:
Deel 1 (2014)
- Magnus Torhallssons forord til Flatøybok
- Geisli
- Rimdiktet om Olav Haraldsson
- Hyndluljod
- Fra Hamburgs historie
- Tåtten om Sigurd Sleva
- Hvordan Norge ble bebygd
- Ættetavle fra Hod
- Ættetavle
- Haralds ætt fra Odin
- Ættetavle
- Haralds ætt fra Adam
- Kongene som har styrt Norge
- Olav Håkonsson forsvant
- Eirik den vidfarnes saga
- Olav Tryggvasons saga
- Jomsvikingenes saga
- Tåtten om keiser Otto og kong Gorm
- Færøyingesagaen
- Jomsvikingenes saga (fortsatt)
- Tåtten om Torleiv Jarlaskald
- Orknøyingesagaen
- Tåtten om Alban og Sunniva
- Landnåmståtten

Deel 2 (2015)
- Tåtten om Torstein Oksefot
- Kristentåtten
- Tåtten om Stevne Torgilsson
- Tåtten om Ragnvald
- Tåtten om Hallfred Vandrådeskald
- Tåtten om Kjartan Olavsson
- Tåtten om Ogmund Dytt
- Her begynner tåtten om Norna-Gjest
- Tåtten om Helge Toresson
- Færøyingesagaen (fortsatt)
- Tåtten om Torvald Tasalde
- Tåtten om Raud den sterke
- Tåtten om Romund Halte
- Tåtten om Torstein Skjelv
- Tåtten om Tidrande og Torhall
- Tåtten om Eirik Raude
- Tåtten om Svade og Arnor Kjerringnese
- Kong Olav viste seg for Torhall på Knappstad
- Gissur og Hjalte forkynte kristendommen på Island
- Tåtten om Eindride Ilbrei og kong Olav
- Gauts tått
- Halldor Snorresons tått
- Her fortelles om biskop Sigurd
- Her er tåtten om Eirik Håkonsson
- Her er tåtten om Orm Storolvsson
- Fra sagaen om Hallfred Vandrådeskald
- Her begynner Grønlendingetåtten
- Tått om Sigurd Brestesson
- Tåtten om jarlene Einar, Torfi nn og Sumarlide

Deel 3 (2016)
- Her begynner tåtten om Halvdan Svarte
- Tåtten om Hauk Håbrok
- Tåtten om Harald Grenske
- Tåtten om Olav Geirstadalv
- Her begynner kong Olav Haraldssons saga
- Tåtten om Øyvind Urarhorn
- Her begynner tåtten om Styrbjørn Sveakjempe da han kjempet med Eirik Sveakonge
- Roe-tåtten
- Fosterbrødresagaen begynner
- Her begynner tåtten om Øymund og kong Olav
- Tåtten om Toke Tokesson
- Her begynner tåtten om Tormod Kolbrunarskald
- Her begynner tåtten om Øymund fra Skara
- Orknøyingenes tått
- Tåtten om Gudbrand og kong Olav
- Her er tåtten om Eindride og Erling
- Tåtten om Tormod når han er hos kong Knut i Danmark
- Tåtten om Asbjørn Selsbane
- Tåtten om færøyingene og kong Olav
- Tåtten om kongene Olav og Knut
- Raudulvståtten
- Dette er en særlig tått om kong Olavs fall
- Volsetåtten
- Her er tåtten om kong Olavs fall

'Deel 4 (2018)
- Færøyingesagaen (fortsatt)
- Orknøytåtten (fortsatt)
- Norges kongerekke
- Tåtten om biskop Adam
- Kong Sverre Sigurdssons saga

## Inhoud
Het Flateyjarbók bevat de volgende teksten:
- Geisli - een religieus gedicht ter ere van Olaf II van Noorwegen
- Ólafs ríma Haraldssonar - een gedicht ter ere van Olaf II van Noorwegen
- Hyndluljóð
- Een kort stuk uit de Gesta Hammaburgensis Ecclesiae Pontificum
- Sigurðar þáttr slefu
- Hversu Noregr byggðist
- Genealogieën van Noorse koningen
- Eiríks saga víðförla
- Ólafs saga Tryggvasonar (waaronder de Grœnlendinga saga, de Færeyinga saga en de Orkneyinga saga)
- Ólafs saga helga
- Sverris saga
- Hákonar saga Hákonarsonar
- Een appendix op Ólafs saga helga door Styrmir Kárason
- Een saga over koning Magnús de Goede en koning Haraldr
- Hemings þáttr Áslákssonar
- Auðunar þáttr vestfirzka
- Sneglu-Halla þáttr
- Halldórs þáttr Snorrasonar
- Þorsteins þáttr forvitna
- Þorsteins þáttr tjaldstæðings
- Blóð-Egils þáttr
- Grœnlendinga þáttr (niet te verwarren met de Grœnlendinga saga)
- Játvarðar saga helga - Saga van Koning Edward
- Flateyjarannáll